# Prom (film)
Pour les articles homonymes, voir Prom et Le Grand Soir (homonymie).
Cet article concerne le film du studio Disney. Pour le film musical de Ryan Murphy, voir The Prom (film).
Pour plus de détails, voir Fiche technique et Distribution.
Prom ou Le Grand Soir au Québec, est une comédie américaine réalisée par Joe Nussbaum (en), et produite par Ted Griffen. Le film est sorti le 29 avril 2011 aux États-Unis et le 7 mars 2012 en France.

## Synopsis
Nova Prescott fait partie du comité du bal avec ses amis Mei Kwan, Ali Gomez, Brandon Roberts et Rolo Banus. Nova espère que Brandon, pour qui elle a le béguin, lui demandera d'aller au bal. Lloyd Taylor se plaint à sa demi-sœur, Tess Torres, qu'il n'a pas de rendez-vous. Mei découvre qu'elle a été acceptée dans une université différente de celle de son petit-ami, Justin Wexler, et s'inquiète de lui en parler. Lucas Arnaz est amoureux de sa partenaire de laboratoire, Simone, et se tourne vers son ami, Corey Doyle, pour l'aider à l'inviter au bal. Le seul qui ne se soucie pas du bal est Jesse Richter. Le principal Dunnan essaie de parler mais ne parvient pas à le joindre. Pendant ce temps, Jordan Lundley trouve une boucle d'oreille dans la voiture de son copain, Tyler Barso, mais il lui assure qu'il ne triche pas.
Pour lui montrer son amour, il l'emmène à un rendez-vous dans le hangar où sont entreposées les décorations du bal ; Tyler a oublié d'éteindre une bougie avant de partir et le hangar a brûlé. Nova doit fabriquer seule des accessoires de remplacement. Le directeur, agacé par le manque de respect de Jesse, lui donne le choix : soit il aide Nova à reconstruire, soit il ne peut pas obtenir son diplôme. Jesse accepte à contrecœur, tout comme Nova ; et se rend compte qu'ils ont besoin de la coopération de chacun. Alors que Brandon déçoit Nova en ne l'invitant pas au bal, elle et Jesse se rapprochent. Lorsque Nova découvre que le thème du bal de promo de l'école voisine est le même que le leur, Jesse décide de se faufiler dans leur école pour le vérifier. Cependant, l'agent de sécurité les remarque et la police les attrape après leur évasion. Alors que Lloyd ne trouve toujours pas de rendez-vous et devient frustré, Lucas invite Simone à un barbecue organisé par son ami Tyler.
Tyler essaie de lui parler et de flirter avec elle, mais elle le rejette parce qu'il sort avec Jordan. La relation entre Mei et Justin atteint son point de rupture et Mei annule Justin de peur de lui parler de son acceptation. À l'école, Lucas renvoie Corey pour passer plus de temps avec Simone et l'invite à étudier avec lui. Cependant, en route vers la bibliothèque, Simone est arrêtée par Tyler, qui la convainc de lui parler de ses sentiments. Jordan voit les deux parler et se rend immédiatement compte de la situation. Après l'école, Nova s'excuse auprès de Jesse pour le comportement de son père. Plus tard, elle l'emmène avec elle pour faire du shopping de robes, pour un deuxième avis. De retour à l'école, Simone s'excuse auprès de Lucas de l'avoir abandonné.
Elle le surprend avec des billets pour un concert, où Stick Hippo (son groupe préféré et celui de Corey) fait la première partie. Lucas veut emmener Simone à la place de Corey, à son grand désarroi. Jordan abandonne Tyler pour son infidélité et décide d'aller seul au bal. Cela le pousse à inviter Simone au bal de promo, qui est le même soir que le concert, et elle accepte. Simone dit à Lucas qu'elle ne peut pas assister au concert. Mei s'excuse auprès de Justin et lui dit la vérité, mais au lieu de se sentir blessé, il lui dit qu'il est fier d'elle et accepte d'aller au bal de promo ensemble. Alors que Lloyd est rejeté par une autre fille, il aperçoit Lucas assis à l'extérieur de l'école, l'air abattu. Il apprend sa situation et raconte à Lucas son propre problème. Deux nuits avant le bal, Nova, Ali et Mei sont dans la chambre de Nova et discutent.
Nova leur avoue qu'elle a des sentiments pour Jesse, ce que son père surprend. Le lendemain, le père de Nova dit à Jesse qu'il ne peut pas inviter Nova au bal de promo parce qu'il la « fait tomber ». Cet après-midi-là, Jesse est inhabituellement hostile envers Nova et l'abandonne. Le soir du bal, Lucas grimpe à un arbre pour atteindre la fenêtre de Simone. Il lui dit ce qu'il ressent et la supplie de ne pas aller au bal, mais elle le fait quand même. Déçu, Lucas se rend compte à quel point il a été un mauvais ami pour Corey et lui propose l'autre billet de concert. Chez elle, Nova a le cœur brisé. Son père explique que c'est lui qui a dit à Jesse de ne pas l'inviter au bal. En colère, Nova sort en trombe de la maison.
Chez Lloyd, il est révélé qu'il emmène sa sœur au bal de promo. Chez Jesse, sa mère discute avec lui et il se rend compte qu'il devrait toujours emmener Nova au bal. A l'école, Tyler conduit Simone dans le bâtiment et l'abandonne presque immédiatement. Simone découvre que c'est en fait Jordan qui a largué Tyler, et que Tyler était allé la voir sans autre option. Alors que Tyler et Jordan sont prononcés roi et reine du bal, Jordan refuse de participer à la danse du roi et de la reine. Lorsque Tyler demande à Simone de danser, elle refuse et s'en va. Elle sort pour attendre Lucas et ils partagent une danse. Nova passe un mauvais moment et quand Ali lui dit que la pièce maîtresse de la fontaine est tombée en panne, elle n'en peut plus. Alors qu'elle s'apprête à partir, elle entend la fontaine redémarrer et sait que la seule personne qui aurait pu la réparer est Jesse. Il s'approche d'elle et lui demande d'aller au bal. Elle accepte et ils dansent suivis d'un baiser.

## Distribution
- Aimee Teegarden (VQ : Kim Jalabert) : Nova Prescott
- Thomas McDonell (VQ : Gabriel Lessard) : Jesse Richter
- Dean Norris : Frank Prescott
- Yin Chang (VQ : Karine Vanasse) : Mei Kwan
- Janelle Ortiz (VQ : Catherine Bonneau) : Ali Gomez
- Afam Okeke : Phillip
- Nolan Sotillo (VQ : Alexandre Bacon) : Lucas Arnaz
- Danielle Campbell (VQ : Catherine Brunet) : Simone Daniels
- Kylie Bunbury (VQ : Émilie Bibeau) : Jordan Lundley
- DeVaughn Nixon (VQ : Hugolin Chevrette) : Tyler Barso
- Cameron Monaghan (VQ : Sébastien Reding) : Corey Doyle
- Jared Kusnitz (VQ : Xavier Dolan) : Justin Wexler
- Nicholas Braun (VQ : Nicolas Bacon) : Lloyd Taylor
- Jonathan Keltz (VQ : Nicolas Charbonneaux-Collombet) : Brandon
- Raini Rodriguez (VQ : Claudia-Laurie Corbeil) : Tess Torres
- Joe Adler (VQ : Nicholas Savard L'Herbier) : Rolo
- Christine Elise (VQ : Marie-Andrée Corneille) : Sandra Richter
- Robbie Tucker (VQ : Vassili Schneider) : Charlie Richter

Source et légende : Version québécoise (VQ) sur Doublage QC.